# Estudi op. 10, núm. 4 (Chopin)
L'"Estudi op. 10 núm. 4", en do sostingut menor, és un dels dotze Estudis op. 10 per a piano compostos per Frédéric Chopin; fou escrit l'any 1830. Aquesta peça s'indica un tempo molt ràpid, amb constants semicorxeres i fluctuacions de la melodia. És un dels estudis més difícils de Chopin. En aquest cas, se centra a desenvolupar l'habilitat de poder destacar la melodia, que passa contínuament d'una mà a una altra. També és conegut amb el títol "Torrent".

## Estructura
L'estudi és episòdic en longitud i complexitat i presenta quatre seccions diferenciades. Poc després d'haver-se introduït el primer tema, l'estudi progressa amb rapidesa cap a un segon tema, de durada breu. Després continua amb una repetició del primer tema, que correspon a la tercera part de la peça. Aquesta repetició porta directament cap al clímax de l'obra i finalment a la coda.
Hi ha molts elements musicals que augmenten la dificultat general d'aquest obra. El fraseig és freqüent i independent; moltes edicions inclouen pedal, tot i que no es podien trobar aquestes indicacions en la peça original, que ha de ser interpretada sense el pedal.
La tonalitat, do sostingut menor, provoca que es donin posicions estranyes en la digitació, especialment durant el segon tema, que consisteix gairebé completament en arpegis d'acords de setena disminuïda.